# Francisco César García Magán
Francisco César García Magán (Madrid, 2 de febrero de 1962) es un sacerdote católico español, obispo auxiliar de Toledo.y Secretario General de la Conferencia Episcopal Española. Gran Prior para España Occidental de la Orden Pontificia del Santo Sepulcro de Jerusalén. Doctor en Derecho Canónico por la  Pontificia Universidad Lateranense, es canónigo doctoral del cabildo de la catedral de Toledo.

## Biografía

### Primeros años y formación
Francisco César nació el 2 de febrero de 1962, en Madrid, capital de España.
Entre 1980 y 1986 realizó estudios eclesiásticos en el Seminario Mayor de Toledo, finalizados con el bachiller en Teología por el Instituto Teológico San Ildefonso de Toledo. 
En 1990 se licenció en Teología dogmática por la Pontificia Universidad Gregoriana, obteniendo posteriormente la licenciatura y el doctorado en Derecho canónico por la  Pontificia Universidad Lateranense en 1998, y diplomado en Estudios Internacionales y Diplomáticos por la Academia Pontificia Eclesiástica en 1998.

PUBLICACIONES:
- "Derechos de los pueblos y naciones. Un ámbito de diálogo entre el derecho internacional y el magisterio de Juan Pablo II" (Roma, 1998).

### Sacerdocio
Fue ordenado sacerdote el 13 de julio de 1986.
Como sacerdote desempeñó los siguientes cargos pastorales:
- Vicario parroquial de Santa Bárbara (Toledo).
- Secretario de la Vicaría General (1986-1988).
- Secretario del obispo auxiliar (1986-1988).
- Oficial de la Secretaría de Estado en la Sección para los Asuntos Generales (Roma) (1991-1995).
- Capellán de las Franciscanas Misioneras de la Madre del Divino Pastor de Roma (1989-1998).
- Profesor de derecho canónico en el Seminario Nacional Interdiocesano de Nicaragua (2002-2003).
- Secretario y consejero de las Nunciaturas Apostólicas en Colombia, Nicaragua, Francia y Serbia.
- Profesor de la Facultad de Derecho Canónico en la Universidad Eclesiástica San Dámaso de Madrid (desde 2007).[4]
- Profesor en el Instituto Teológico San Ildefonso (desde 2007).
- Profesor en el Instituto Teológico de Ciencias Religiosas Santa María de Toledo, desde 2008.
- Vicario episcopal para la Cultura y Relaciones Institucionales (archidiócesis de Toledo) (2008-2015).
- Vocal de la Comisión Asesora de Libertad Religiosa del Ministerio de Justicia (2009-2014).
- Capellán de las monjas Agustinas de Santa Úrsula (Toledo) (2008-2015).
- Vicepresidente de la Asociación Española de Canonistas (2012-2014 y 2023-2025).
- Vicario episcopal de la vicaría territorial de Toledo (2015-2021).
- Canónigo de la catedral de Toledo, desde 2008.
- Canónigo doctoral del cabildo de la catedral de Toledo, desde 2018.
- Académico correspondiente de la Real Academia de Jurisprudencia y Legislación de España, desde 2019.
- Provicario general de la archidiócesis de Toledo (2015-2018).
- Vicario general de la archidiócesis de Toledo (desde 2018).
- Miembro de la Junta Directiva de la Asociación Española de Canonistas (2010-2014 y 2021-2025).
- Director y profesor del posgrado universitario "Experto en derecho canónico matrimonial y procesal canónico" en la Escuela de Derecho Canónico San Eugenio de Toledo.
- Gran prior de la lugartenencia de España occidental (Capítulo Noble de Castilla y León) de la Orden Ecuestre del Santo Sepulcro de Jerusalén (desde el 20/7/2022).
- Secretario general de la Conferencia Episcopal Española (desde el 23 de noviembre de 2022).

### Distinciones
- Capellán de su santidad por el papa san Juan Pablo II (2000).
- Comendador de la Orden de Isabel la Católica (2002).
- Nombrado prelado de honor por el papa Benedicto XVI (2005).
- Oficial de la Orden Nacional del Mérito de la República Francesa (2007).
- Académico Correspondiente de la Real Academia de Jurisprudencia y Legislación de España (desde 2019).
- Caballero de la Orden Ecuestre del Santo Sepulcro de Jerusalén (desde 2019).
- Caballero comendador gran oficial de la Orden Ecuestre del Santo Sepulcro de Jerusalén (desde 2022).

### Episcopado

#### Obispo auxiliar de Toledo
El 15 de noviembre de 2021 fue elegido obispo auxiliar de la Archidiócesis de Toledo por el papa Francisco. 
Fue consagrado el 15 de enero de 2022, en la catedral de Toledo, a manos del arzobispo de Toledo, Francisco Cerro Chaves. Sus coconsagrantes fueron el nuncio apostólico en España, Bernardito Auza y el arzobispo emérito de Toledo, Braulio Rodríguez.
El 20 de julio de 2022 fue nombrado gran prior de la Lugartenencia de España Occidental de la Orden Ecuestre del Santo Sepulcro de Jerusalén.
En la Conferencia Episcopal Española es, desde noviembre de 2022, secretario general y portavoz. Anteriormente ha sido miembro del Consejo Episcopal para los Asuntos Jurídicos (abril - noviembre 2022).